# ガデスコ＝ピエーヴェ・デルモーナ
ガデスコ＝ピエーヴェ・デルモーナ（伊: Gadesco-Pieve Delmona）は、イタリア共和国ロンバルディア州クレモナ県にある、人口約1,900人の基礎自治体（コムーネ）。

## 地理

### 位置・広がり

#### 隣接コムーネ
隣接するコムーネは以下の通り。
- クレモーナ
- グロンタルド
- マラニーノ
- ペルシコ・ドージモ
- ヴェスコヴァート

### 気候分類・地震分類
気候分類では、zona E, 2389 GGに分類される。
また、イタリアの地震リスク階級 (it) では、zona 3 (sismicità bassa) に分類される
。

## 行政

### 分離集落
ガデスコ＝ピエーヴェ・デルモーナには、以下の分離集落（フラツィオーネ）がある。
- Ardole San Marino, Bagnarolo, Cà de' Mari (sede comunale), Cà de' Quinzani, Gadesco, Pieve Delmona, Prato Muzio, San Pietro